# Paul Arnold (Numismatiker)
Hermann Paul Arnold (* 2. März 1936 in Plauen) ist ein deutscher Museumsdirektor i. R. und Hochschullehrer.

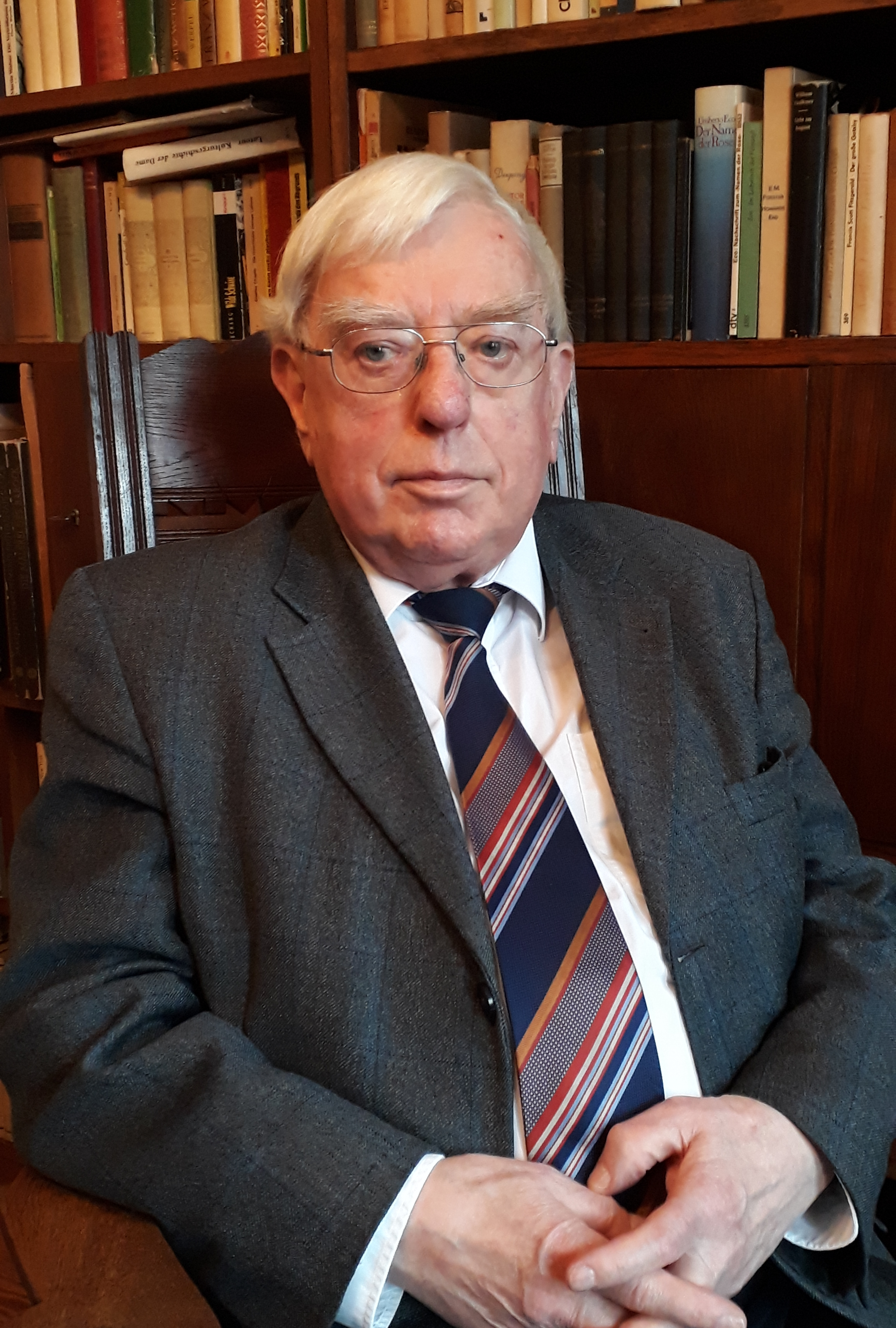
Paul Arnold im Februar 2020 in seiner Wohnung

## Leben und Wirken
Paul Arnold kam 1936 als Sohn des Kaufmanns Ewald Wilhelm Arnold (1892–1964) und dessen Ehefrau Luise Johanna Arnold (1908–1977), eine geborene Wiesemann, in Plauen auf die Welt. Er besuchte zunächst die dortige Volksschule, später die Grundschule in Leipzig und anschließend die dortige Thomas-Oberschule, die er 1954 mit dem Abitur verließ. Zwischen 1954 und 1958 studierte er Klassische Archäologie und Alte Geschichte sowie Vorgeschichte, Kunstgeschichte und Antike Numismatik an der Friedrich-Schiller-Universität Jena. 1962 legte er an der Karl-Marx-Universität Leipzig eine Dissertation mit dem Titel Ethnologische Darstellungen auf römischen Reichsmünzen der Kaiserzeit – Motivgeschichte und Kaiserpropaganda vor. Sein Lehrer und Doktorvater war der Ordinarius für Klassische Archäologie Robert Heidenreich.
1959 wurde Arnold als wissenschaftlicher Mitarbeiter am Münzkabinett der Staatlichen Kunstsammlungen Dresden angestellt, wo man ihn 1965 zum Oberassistenten ernannte. Im darauffolgenden Jahr wurde er zunächst zum kommissarischen Direktor und 1968 schließlich zum Direktor des Münzkabinetts berufen. Diese Funktion übte er bis zu seinem Eintritt in den Ruhestand 2002 und damit insgesamt 36 Jahre aus.
Von 1972 bis 2002 war Paul Arnold Vertreter des Münzkabinetts Dresden in der Internationalen Numismatischen Kommission (CIN).
1979 betreute er die Ausstellung The Splendor of Dresden der Staatlichen Kunstsammlungen Dresden als Kurator in den Fine Arts Museums of San Francisco.
Zwischen 1975 und 2005 war er Contributing editor für die internationale Fachbibliographie Numismatic Literature, die die American Numismatic Society in New York herausgab.
1981 konzipierte Arnold gemeinsam mit dem Staatlichen Museum für Mineralogie und Geologie die interdisziplinäre Sonderausstellung Vom Erz zur Münze. 7 Jahrhunderte Bergbau und Münzwesen in Sachsen und Thüringen. Diese wurde 1989 zusammen mit dem Königlichen Münzkabinett und dem Technischen Museum in Stockholm unter dem Titel Ur berg i börs erweitert und 1990 in Stockholm und in Malmö sowie in den schwedischen Bergbauzentren Falun und Sala gezeigt.
Von 1986 bis 1990 war Paul Arnold als Präsident des FIDEM-Nationalkomitees FIDEM-Delegierter der DDR. Zwischen 1991 und 1992 bekleidete er das Amt des FIDEM-Delegierten und danach bis 2001 des FIDEM-Vizedelegierten der Bundesrepublik Deutschland. 1991 bis 2002 vertrat er den Freistaat Sachsen in der Numismatischen Kommission der Länder in der Bundesrepublik Deutschland. Zwischen 1992 und 2005 war er Vizepräsident der Deutschen Numismatischen Gesellschaft.
Von 1991 bis 2011 gehörte Arnold dem Editorial Committee des Magazins The Medal der British Art Medal Society an.
Für das Sommersemester 1991 berief man Paul Arnold zum Gastprofessor für Numismatik an der Universität Wien, worauf 1993 ein weiterer Lehrauftrag folgte. Im selben Jahr wurde er auch Lehrbeauftragter für Numismatik am Lehrstuhl für Alte Geschichte an der Technischen Universität Dresden. Von 1993 bis 1994 übernahm er einen Lehrauftrag für Antike Numismatik am Institut für Klassische Archäologie der Universität Leipzig. Zwischen 1995 und 2005 war er am dortigen Historischen Seminar Lehrbeauftragter für Numismatik. 2002 bestellte ihn der Rektor der Universität Leipzig zum Honorarprofessor.
Von der marxistisch-leninistischen Geschichtsauffassung der DDR hielt sich Arnold fern. Weder trat er in die SED noch in eine der sogenannten Blockparteien ein. Nach 1990 von der Belegschaft der Staatlichen Kunstsammlungen Dresden gewählt und vom damaligen sächsischen Staatsminister für Wissenschaft und Kunst bestätigt, war er bis zu ihrer Auflösung 2007 Vorsitzender der Personalkommission, die sich mit der personellen Erneuerung nach Auflösung des Ministeriums für Staatssicherheit der DDR befasste.
Paul Arnold war mit der promovierten Kunsthistorikerin Gina Ulli Barbara Arnold (1935–2020) verheiratet, einer ehemaligen Oberkustodin und zeitweisen kommissarischen Direktorin des Grünen Gewölbes der Staatlichen Kunstsammlungen Dresden. Arnold lebt in Dresden und hat zwei Söhne.

## Auszeichnungen (Auswahl)
- 1976: Kunstpreis der DDR im Kollektiv für die Gestaltung der Dauerausstellung des Münzkabinetts Die Entwicklung des antiken und des deutschen Münzwesens bis zum Ende der Talerperiode 1872 sowie deutsche Medaillen der Renaissance und des Barock im Albertinum
- 1980: Ehrenpreis der Gesellschaft für Internationale Geldgeschichte (GIG) in Frankfurt am Main
- 1988: Verdienstmedaille des Münzkabinetts des Nationalmuseums für Geschichte und Kunst in Luxemburg
- 2011: Eligiuspreis der Deutschen Numismatische Gesellschaft[4]

## Korrespondierende und Ehrenmitgliedschaften
- Bayerische Numismatische Gesellschaft
- Deutsche Gesellschaft für Medaillenkunst
- Numismatische Gesellschaft zu Berlin
- Numismatischer Verein zu Dresden
- Österreichische Numismatische Gesellschaft
- Schwedische Numismatische Gesellschaft[4]

## Sonderausstellungsprojekte (Auswahl)
- 1970: Gustav Weidanz und seine Schüler. Ein Beitrag zum zeitgenössischen Medaillenschaffen der DDR, Albertinum, Dresden
- 1976: Speciesreichstaler und Kuranttaler in Kursachsen von 1667-1763. Zur Problematik der Doppelwährung während des Zinnaischen und Leipziger Münzfußes, Albertinum, Dresden
- 1981–1994: Vom Erz zur Münze. 7 Jahrhunderte Bergbau und Münzwesen in Sachsen und Thüringen, Dresden, Graz, Linz, Brünn, Sangerhausen, Dornbirn, Sterzing
- 1984: Zeitgenössische ungarische Medaillenkunst, Albertinum, Dresden
- 1987: Die Münzstätte Annaberg im 16. Jahrhundert, Erzgebirgsmuseum, Annaberg-Buchholz
- 1995–1996: Lumír Šindelář zum 70. Geburtstag, Albertinum, Dresden
- 1996: Friedrich Wilhelm Hörnlein. Medaillen und Plaketten, Albertinum, Dresden
- 1997: Die Orden und Verdienstmedaillen der sächsischen Staaten, Albertinum, Dresden
- 1998: Dresdner Medaillenkunst in Vergangenheit und Gegenwart, Albertinum, Dresden
- 2000–2001: 40 Jahre Neuerwerbungen, Albertinum, Dresden
- 2001: Helmut Zobl. Ein zeitgenössischer Wiener Medailleur. Prägungen und Bilder, Albertinum, Dresden

## Publikationen (Auswahl)
- Medaillenbildnisse der Reformationszeit, Berlin 1967
- mit Harald Küthmann und Dirk Steinhilber: Großer deutscher Münzkatalog von 1800 bis heute, München (seit 1970 zahlreiche Auflagen)
- mit Harald Küthmann und Dirk Steinhilber: Catalogue of German coins. Gold, silver and minor coins since 1800 with their valuations, New York, London, Sidney 1972
- mit Werner Quellmalz: Sächsisch-thüringische Bergbaupräge. Gewinnung und Verhüttung von Gold, Silber und Kupfer im Spiegel der Münzen und Medaillen, Leipzig 1978
- als Hrsg.: Max Barduleck. Die letzten Jahre der Münze in Dresden. Werkverzeichnis 1865–1911, Berlin 1981
- Der zweite Brakteatenfund von Pirna-Copitz - ein Beitrag zum Münzwesen der Mark Meißen während der regionalen Pfennigperiode. In: Festschrift Werner Coblenz: Beiträge zur Ur- und Frühgeschichte. Teil II, Berlin 1982, S. 315–337
- Die drei Groschenfunde von Ponickau (Lkr. Großenhain), Mutzschen (Lkr. Grimma) und Goldbach (Lkr. Bischofswerda). In: Landesamt für Archäologie Sachsen mit Landesmuseum für Vorgeschichte Dresden (Hrsg.): Arbeits- und Forschungsberichte zur sächsischen Bodendenkmalpflege, Band 34, Berlin 1991, ISBN 3-326-00661-6, S. 263–324
- mit Ulli Arnold (Hrsg.): Münzstättenbesichtigungen der Sächsischen Münz- und Hüttenmeister Gustav Julius Buschick und Theodor Choulant (= Numismatische Studien, Heft 9), Hamburg 1991
- mit Max Fischer und Ulli Arnold: Friedrich Wilhelm Hörnlein. 1873–1945, hrsg. vom Münzkabinett der Staatlichen Kunstsammlungen Dresden, Dresden 1992.
- Die histoire metallique – die eherne Chronik der Regierungsgeschichte Augusts des Starken. In: Münzfreunde Minden und Umgebung e. V. (Hrsg.): Minda Numismatica 2005, Minden 2005, S. 139–163
- mit Dieter Weber und Peter Keil: Die Orden des Königreiches Sachsen (= Phaleristische Monographien, Band 2), Offenbach 1997
- Die Währungsunionen von Zinna (1667-1690) und Leipzig (1690-1750/63) unter besonderer Berücksichtigung des kursächsischen Münzwesens. In: Reiner Cunz (Hrsg.): Währungsunionen - Beiträge zur Geschichte überregionaler Münz- und Geldpolitik, Hamburg 2002, S. 221–248
- Das Münzkabinett Dresden im Georgenbau des Dresdener Schlosses. In: Deutsche Numismatische Gesellschaft (Hrsg.): Numismatisches Nachrichtenblatt, Heft 2, Regenstauf 2005, S. 59–63
- mit Sven Stein: Friedrich Wilhelm Hörnlein. Nachtrag zum Werkverzeichnis, hrsg. vom Numismatischen Verein zu Dresden e. V., Dresden o. J. (2017), ISBN 978-3-00-055953-2
- Sächsische Münzgeschichte 1486 – 1611. Vom Ende der spätmittelalterlichen Groschenwährung bis zur Durchsetzung der neuzeitlichen Reichstalerwährung (= Nomismata. Historisch-numismatische Forschungen, Band 12), hrsg. von Johannes Nollé und Hertha Schwarz, Bonn 2022, ISBN 978-3-7749-4366-7
- Ethnologische Darstellungen auf römischen Reichsmünzen der Kaiserzeit. Motivgeschichte und Kaiserpropaganda (= Nomismata, Band 15), Bonn 2025, ISBN 978-3-7749-4368-1